# Pagurus comptus
El cangrejo ermitaño patagónico (Pagurus comptus) es un pequeño cangrejo de caparazón áspero con extremidades móviles y articuladas. En general protegen su abdomen dentro de una concha de algún gasterópodo. Presentan un color amarillento rojizo, con una talla que va de los 10 a los 12,5 mm de longitud en su caparazón. Se distribuye por la costa de Sudamérica, en Chile desde la región de Arica hasta Magallanes, Islas Malvinas y costa de Argentina hasta Uruguay. Su hábitat natural es la zona submareal prefiriendo los grandes bancos de arena. Su alimentación es principalmente carroñera, aunque incluye en su dieta caracoles, choritos, gusanos, pequeños crustáceos y larvas. Se los halla hasta profundidades de 150 metros.
- Datos: Q13988073